# Dương Thị Vân
Dương Thị Vân (sinh năm 1994) là cầu thủ bóng đá nữ Việt Nam đang thi đấu ở vị trí tiền vệ cho câu lạc bộ Than Khoáng Sản Việt Nam và đội tuyển nữ quốc gia Việt Nam.

## Sự nghiệp
Dương Thị Vân sinh ra ở Hà Nam nhưng lại tập luyện và trưởng thành tại đội trẻ Than Khoáng Sản Việt Nam. Cô được xem là niềm tự hào của bóng đất mỏ và là người thay thế xứng đáng của danh thủ Phạm Hoàng Quỳnh.

## Sự nghiệp quốc tế
Tháng 11 năm 2013, Dương Thị Vân cùng các đồng đội ở câu lạc bộ là Lê Thị Thương, Hoàng Thị Quỳnh, và Nguyễn Thị Mai được triệu tập lên đội tuyển quốc gia nhằm chuẩn bị cho SEA Games 27. Tháng 3 năm 2014, Dương Thị Vân cũng được triệu tập lên đội tuyển để chuẩn bị cho vòng chung kết Cúp bóng đá nữ châu Á 2014.
Tháng 7 năm 2019, cô được triệu tập lên đội tuyển quốc gia để tham gia Giải vô địch bóng đá nữ Đông Nam Á tại Chonburi. Ngày 27 tháng 8, cô góp mặt trong trận chung kết và cùng đội tuyển giành chiến thắng trước Thái Lan, qua đó giành chức vô địch.
Tháng 11 năm 2019, cô tiếp tục có tên trong danh sách tuyển thủ tham dự SEA Games 30. Ngày 26 tháng 11, trong trận đấu ra quân hòa 1 - 1 trước Thái Lan, Dương Thị Vân ghi bàn mở tỉ số vào phút 45+1. Ngày 8 tháng 12, cô góp mặt trong đội hình xuất phát trận chung kết và được thay ra trong hiệp phụ đầu tiên. Chung cuộc Việt Nam giành chiến thắng và huy chương vàng.
Tháng 5 năm 2022, cô có mặt trong danh sách đội tuyển tham dự SEA Games 31. Ngày 21 tháng 5, trong trận chung kết, cô chọc khe chính xác cho Huỳnh Như ghi bàn, giúp Việt Nam đánh bại Thái Lan 1-0 để đoạt HCV.

## Danh hiệu

### Câu lạc bộ
Than Khoáng sản Việt Nam
- Giải vô địch quốc gia:
  -  2012
  -  2014, 2016, 2017, 2018, 2019

### Đội tuyển
Việt Nam
- Giải vô địch bóng đá nữ Đông Nam Á:  2019
- SEA Games:  2019, 2021